# Libro de Ester

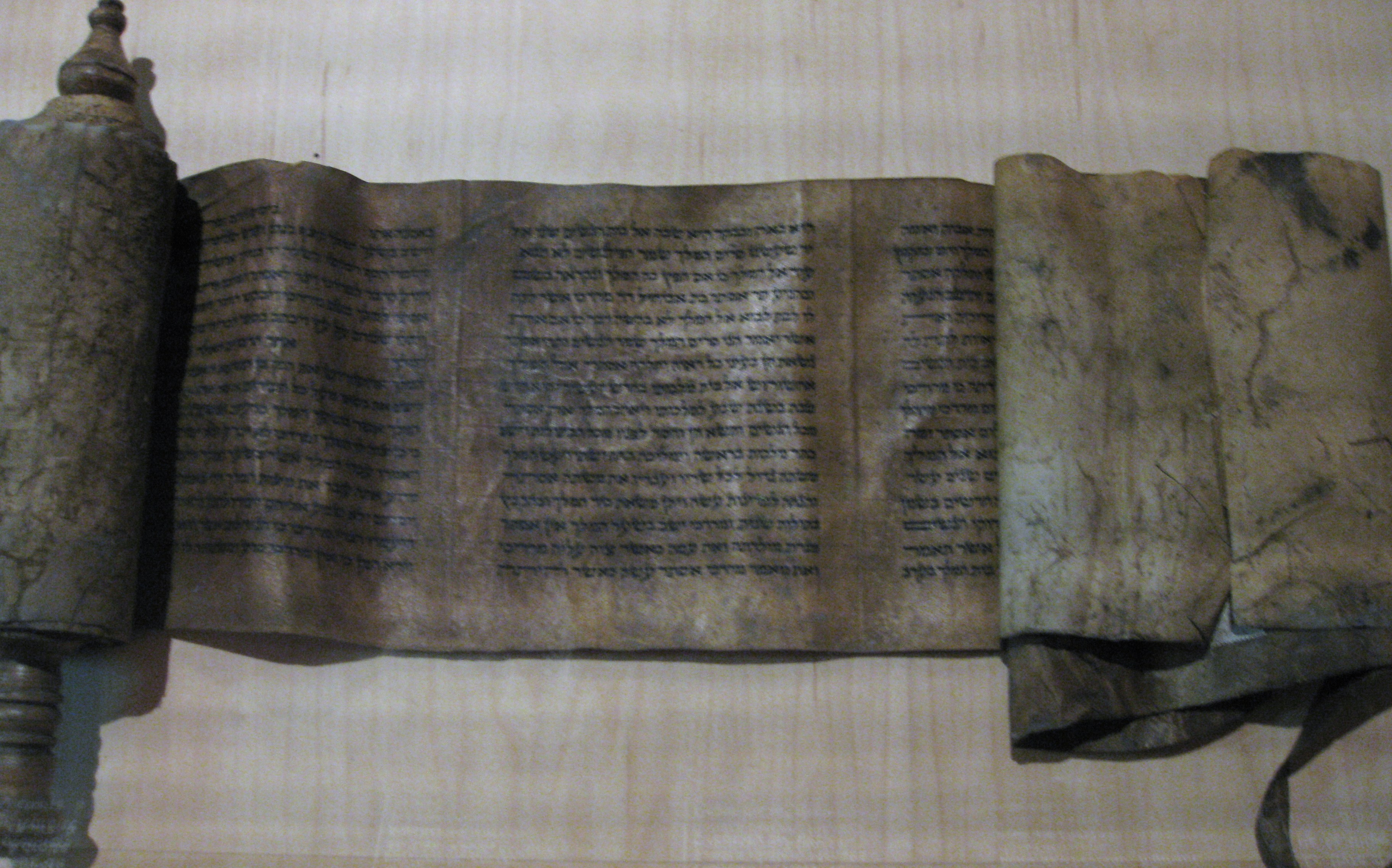
Rollo del Libro de Ester, en Fez, Marruecos, siglo XIII o XIV. Preservado en el Museo de Artes y Civilizaciones de París. Tradicionalmente, el rollo del Libro de Ester cuenta con un único rodillo o cilindro que, antes de comenzar la lectura del texto, se encuentra posicionado sobre el lado izquierdo del lector (dado que el idioma hebreo se lee de derecha a izquierda).

El Libro de Ester (hebreo מְגִילַת אֶסְתֵּר, Meguilat Ester—"Rollo de Ester") es un antiguo libro hebreo y forma parte de los Ketuvim (Escritos), la tercera sección del Tanaj. El texto original hebreo es universalmente considerado canónico. Para el judaísmo, constituye un libro externo e independiente de la Torá (Pentateuco). Para el cristianismo, forma parte de los libros del Antiguo Testamento. A su vez, las adiciones posteriores en griego fueron aceptadas como deuterocanónicas por la Iglesia católica, en tanto que Iglesias Protestantes, Anglicanas y Restauracionistas las excluyen de la Biblia, basándose en la usanza judía.
Es posible que alguna edición excluya el Libro de Ester. Este libro es estudiado por el protestantismo, específicamente anglicanismo. Tal es así que se encuentra en la edición NIV de la Biblia, edición referente del protestantismo.
La historia transcurre durante el reinado del rey Asuero en el contexto del Imperio aqueménida. La reina Vasti, esposa del rey, es desterrada del palacio por desobedecer una orden del monarca. Para elegir a su sucesora, se organiza un concurso de belleza, y Ester, una joven judía residente en Persia, es seleccionada como la nueva reina. Su primo Mardoqueo, un líder judío, descubre un complot encabezado por Hamán, uno de los consejeros del rey, para exterminar a todos los judíos del imperio. Mardoqueo insta a Ester a intervenir utilizando su posición en la corte. Ella revela al rey su identidad judía y le suplica que salve a su pueblo. Ester logra desenmascarar el plan de Hamán y persuade al rey para que libre a los judíos. Como resultado, se instituye la festividad judía de Purim, que conmemora la salvación del pueblo judío en el Imperio persa, y Ester es reconocida como una heroína de Israel.
Los libros de Ester y el Cantar de los Cantares son los únicos libros de la Biblia hebrea que no mencionan explícitamente a Dios.
Según los expertos bíblicos, el relato de Ester fue escrito para ofrecer una etiología del origen de Purim.

## Entorno y estructura

### Ambientación
El libro bíblico de Ester está ambientado en la capital persa de Susa (Shushan) en el tercer año del reinado del rey persa Asuero. El nombre «Asuero» es equivalente a «Jerjes» (ambos derivados del persa “'Khshayārsha”'), y Asuero suele identificarse en fuentes modernas como Xerxes I, que gobernó entre 486 y 465 a. C., ya que se cree que los acontecimientos descritos en Ester se ajustan más a este monarca.
Suponiendo que Asuero es realmente Jerjes I, los acontecimientos descritos en Ester comenzaron alrededor de los años 483-482 a. C. y concluyeron en marzo del 473 a. C.
Fuentes clásicas como Josefo, el comentario judío Esther Rabbah y el teólogo cristiano Bar Hebraeus, así como la traducción al griego koiné de Ester, identifican a Asuero como Artajerjes I (que reinó entre 465 y 424 a. C.) o Artajerjes II (que reinó entre 404 y 358 a. C.).
Sin embargo, al acceder al trono, Artajerjes II perdió Egipto a manos del faraón Amirteo, tras lo cual dejó de formar parte del Imperio persa. En su Historia Scholastica Petrus Comestor identificó a Asuero (Esther 1:1) como Artajerjes III (358-338 a. C.), quien reconquistó Egipto.

### Estructura
El Libro de Ester consta de una introducción (o exposición) en los capítulos 1 y 2; la acción principal (complicación y resolución) en los capítulos 3 a 9:19; y una conclusión en 9:20-10:3.

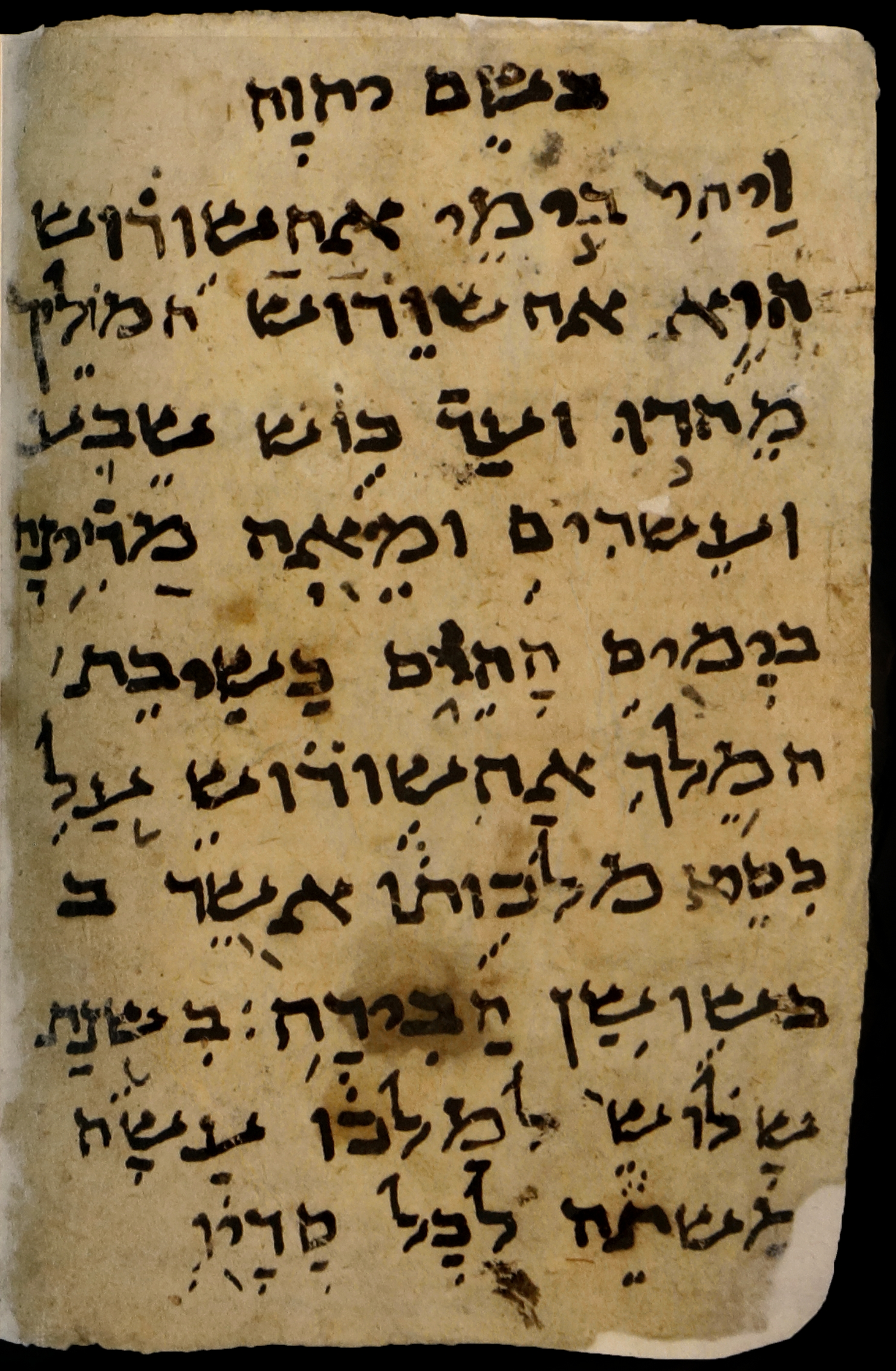
Introducción del Libro de Ester, manuscrita, parte de la Geniza de El Cairo, colecciones digitales de la Biblioteca Younes & Soraya Nazarian, Universidad de Haifa

La trama se estructura en torno a banquetes (מִשְׁתֶּה, plural מִשְׁתָּאוֹת mištāˈoṯ o מִשְׁתִּים mišˈtim), una palabra que aparece veinte veces en Ester y solo 24 veces en el resto de la Biblia hebrea. Esto es apropiado, dado que Ester describe el origen de una fiesta judía, la fiesta de Purim, pero Purim en sí misma no es el tema y ninguna fiesta individual del libro se conmemora con Purim. El tema del libro es más bien la inversión del destino a través de un giro repentino e inesperado de los acontecimientos: los judíos parecen destinados a ser destruidos, pero en cambio son salvados. En la crítica literaria, este tipo de inversión se denomina «peripecia» y, aunque en un primer nivel su uso en Ester es simplemente un recurso literario o estético, en otro es estructural para el tema del autor, lo que sugiere que el poder de Dios está actuando detrás de los acontecimientos humanos.
El libro de Ester contiene más préstamos lingüísticos del acadio y del arameo que cualquier otra obra bíblica, y los nombres de los protagonistas principales, Mardoqueo y Ester, por ejemplo, se han interpretado como alusiones a los dioses Marduk e Ishtar, que, simbolizando respectivamente Babilonia y Asiria, eran poderes gemelos que provocaron la caída de Susa, donde se desarrolla la narración de Ester y donde se encuentra el dios elamita Humban/Humman (compárese con Hamán) ejercía la soberanía divina. Las prácticas de Purim, como comer «orejas de Hamán», panes con forma de oreja o pasteles, son similares a las de las celebraciones rituales del Cercano Oriente de la victoria cósmica de Ishtar. Del mismo modo, otros elementos de las costumbres de Purim, como hacer ruido con un trinquete, disfrazarse y emborracharse, se han aducido para proponer que este tipo de fiesta pagana, similar a los ritos asociados con Ishtar de Nínive, que comparte estas mismas características, está detrás del desarrollo de esta historia. 

## Resumen
El rey Asuero, gobernante del Imperio persa, celebra un fastuoso banquete de 180 días para su corte y los dignatarios de las 127 provincias de su imperio (Esther 1:1-4) y, posteriormente, un banquete de siete días para todos los habitantes de la capital, Shushan (1:5-9). El séptimo día de este último banquete, Asuero ordena a la reina Vasti que muestre su belleza ante los invitados presentándose ante ellos con su corona (1:10-11). Ella se niega, lo que enfurece a Asuero quien, siguiendo el consejo de sus consejeros, la destituye de su cargo como ejemplo para otras mujeres que pudieran sentirse envalentonadas para desobedecer a sus maridos (1:12-19). A continuación se promulga un decreto según el cual «cada hombre debe ser dueño en su propia casa» (1:20-22).

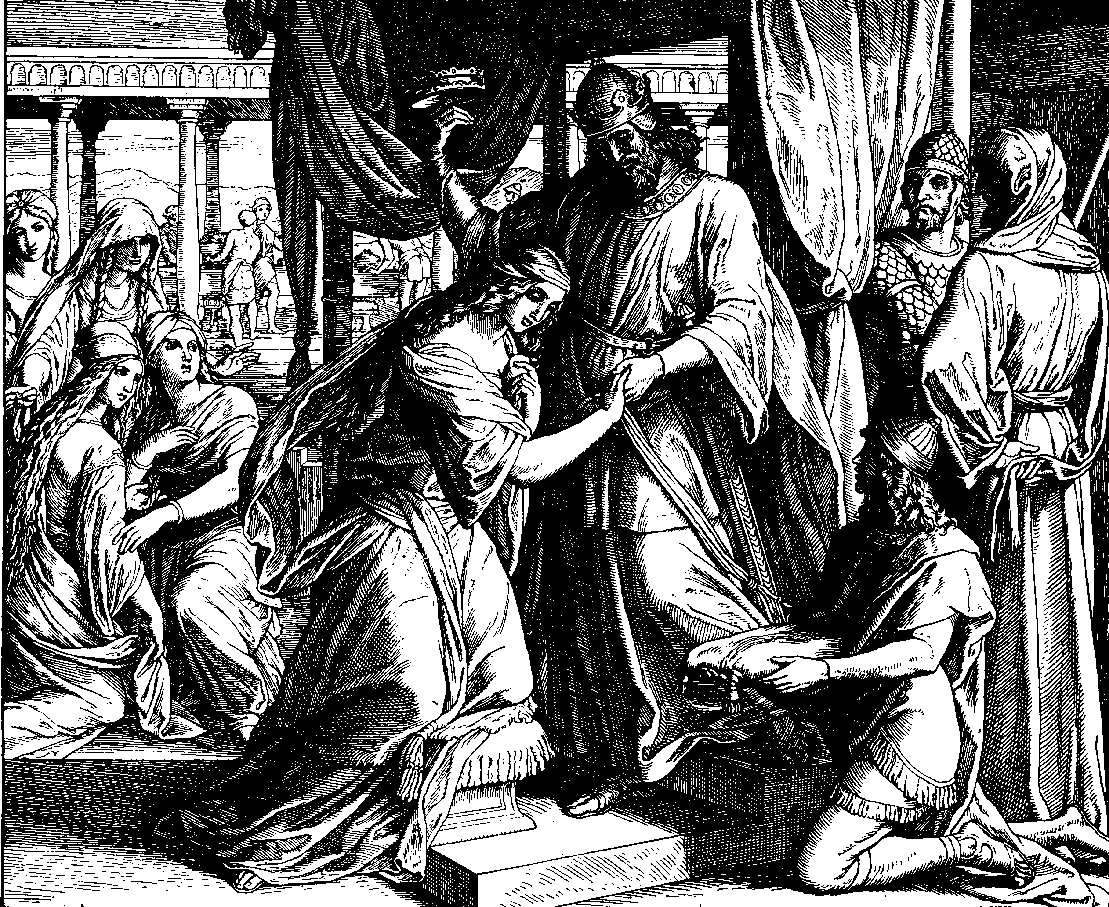
Ester es coronada en este grabado en madera de 1860 realizado por Julius Schnorr von Carolsfeld

Ajesús entonces hace los preparativos para elegir una nueva reina entre un grupo de jóvenes hermosas de todo el imperio (2:1-4). Entre estas mujeres se encuentra una huérfana judía llamada Ester, que fue criada por su primo o tío, Mardoqueo (2:5-7). Ella encuentra favor ante los ojos del rey y es coronada nueva reina, pero no revela su origen judío (2:8-20). Poco después, Mardoqueo descubre un complot de dos cortesanos, Bigthan y Teresh, para asesinar a Asuero. Los conspiradores son detenidos y ahorcados, y el servicio de Mardoqueo al rey queda oficialmente registrado (2:21-23).
Asuero nombra a Amán su virrey (3:1). Mardoqueo, que se sienta a las puertas del palacio, cae en desgracia con Amán, ya que se niega a inclinarse ante él (3:2-5). Amán descubre que Mardoqueo se niega a inclinarse por ser judío y, en venganza, trama matar no solo a Mardoqueo, sino a todos los judíos del imperio (3:6). Obtiene el permiso de Asuero para ejecutar su plan a cambio del pago de diez mil talentos de plata, y echa suertes («purim») para elegir la fecha en que hacerlo –  el decimotercer día del mes de Adar (3:7-12). Se emite un decreto real en todo el reino para matar a todos los judíos en esa fecha (3:13-15).
Cuando Mardoqueo descubre el plan, se pone de luto e implora a Ester que interceda ante el rey (4:1-5). Pero ella teme presentarse ante el rey sin haber sido convocada, una ofensa castigada con la muerte (4:6-12). En su lugar, ordena a Mardoqueo que todos los judíos ayunen durante tres días por ella y promete ayunar también (4:15-16). Al tercer día, ella acude a Asuero, quien le tiende el cetro para indicarle que no será castigada (5:1-2). Ella lo invita a un banquete en compañía de Amán (5:3-5). Durante el banquete, les pide que asistan a otro banquete la noche siguiente (5:6-8). Mientras tanto, Amán vuelve a sentirse ofendido por Mardoqueo y, siguiendo el consejo de su esposa, manda construir una horca para ahorcarlo (5:9-14).
Esa noche, Asuero no puede dormir y ordena que le lean los registros de la corte (6:1). Se le recuerda que Mardoqueo intercedió en el anterior complot contra su vida y descubre que Mardoqueo nunca recibió ningún reconocimiento (6:2-3). En ese momento, Amán aparece para pedir al rey permiso para ahorcar a Mardoqueo, pero antes de que pueda hacer esta petición, Asuero pregunta a Amán qué se debe hacer con el hombre al que el rey desea honrar (6:4-6). Suponiendo que el rey se refiere a él mismo, Amán sugiere que se vista al hombre con las vestiduras reales del rey y se le ponga la corona, y que se le pase por la ciudad en el caballo real, mientras un heraldo proclama: «¡Mirad cómo honra el rey al hombre al que quiere recompensar!» (6:7-9). Para su sorpresa y horror, el rey ordena a Amán que haga lo mismo con Mardoqueo (6:10-11).

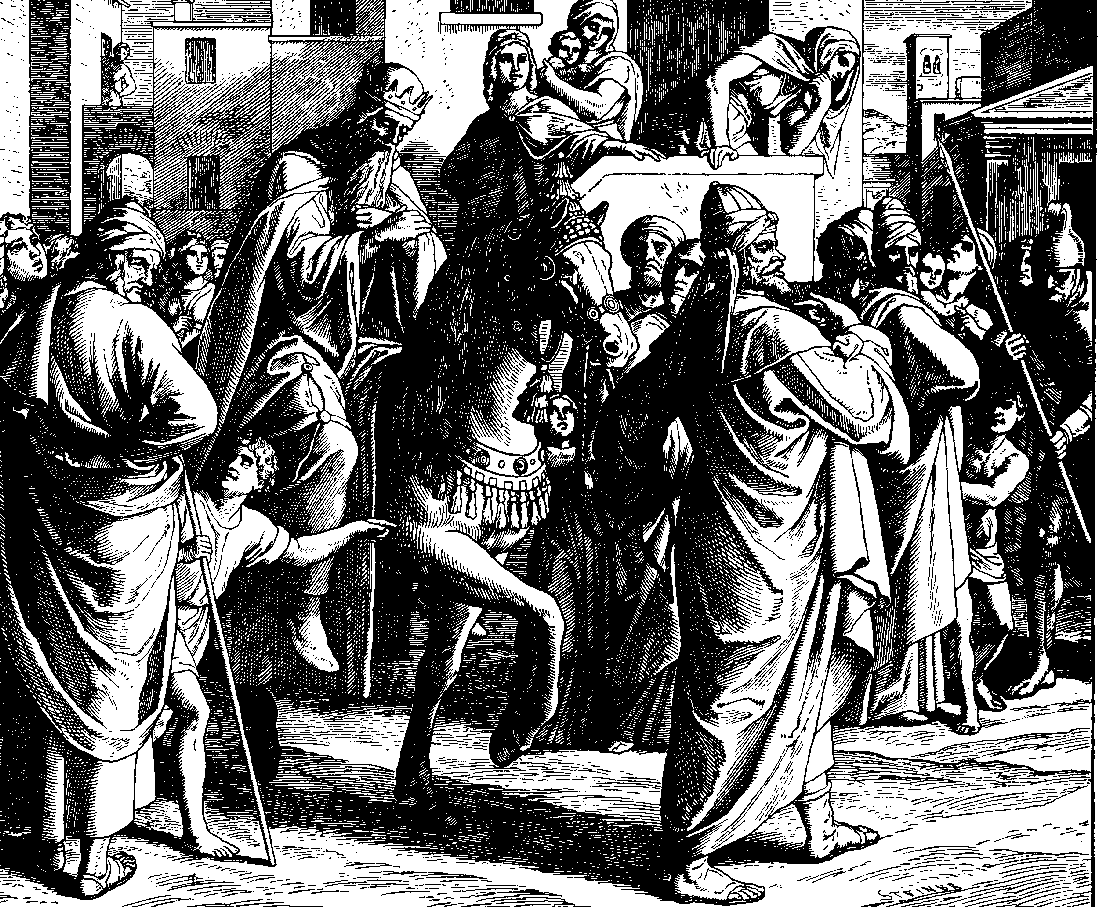
Mordecai es honrado en este grabado en madera de 1860 realizado por Julius Schnorr von Carolsfeld

Inmediatamente después, Asuero y Amán asisten al segundo banquete de Ester. El rey le promete concederle cualquier petición, y ella le revela que es judía y que Amán planea exterminar a su pueblo, incluida ella misma (7:1-6). Abrumado por la ira, Asuero abandona la sala; mientras tanto, Amán se queda atrás y le suplica a Ester que le perdone la vida, arrojándose sobre ella con desesperación (7:7). El rey regresa en ese momento y cree que Amán está agrediendo sexualmente a la reina, lo que le enfurece aún más y ordena que Amán sea ahorcado en la misma horca que él mismo había preparado para Mardoqueo (7:8-10).
Incapaz de anular un decreto real formal, el rey decide añadir algo más, permitiendo a los judíos unirse y destruir a todos aquellos que intentaran matarlos (8:1-14). El 13 de Adar, los diez hijos de Amán y otros 500 hombres son asesinados en Susa (9:1-12). Al enterarse de esto, Ester pide que se repita al día siguiente, tras lo cual mueren otros 300 hombres (9:13-15). En las demás provincias persas, los judíos matan a 75 000 personas, pero se cuidan de no saquear nada (9:16-17). Mardoqueo y Ester envían cartas a todas las provincias instituyendo una conmemoración anual de la redención del pueblo judío, en una fiesta llamada Purim (suerte) (9:20-28). Asuero sigue siendo muy poderoso y continúa su reinado, con Mardoqueo asumiendo una posición prominente en su corte (10:1-3).

## Canonicidad

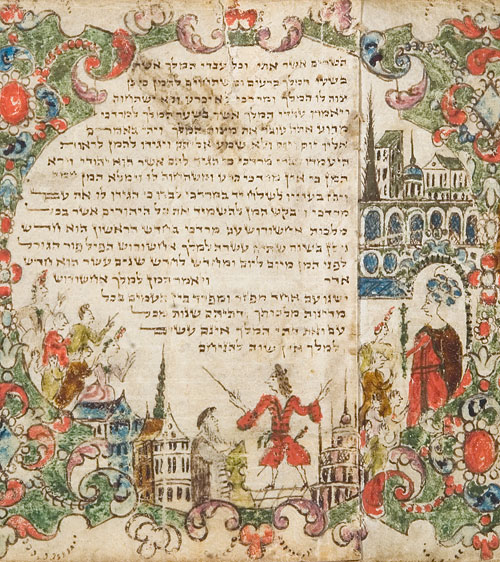
Meguilat Ester o Rollo de Ester. Arte asquenazí. Manuscrito hebreo miniado con el Libro de Ester; Alemania, c. 1700. Texto leído durante Purim.

El Libro de Ester se conserva hasta hoy en dos formas sustancialmente distintas: un texto en hebreo (la forma más breve, considerado por la mayoría de los investigadores como original), y un texto en griego koiné (también en dos formas bastante divergentes: la de la Septuaginta o Biblia de los Setenta, y la de Luciano de Antioquía, traducciones libres del hebreo que añaden a este seis largas secciones consideradas deuterocanónicas). La versión hebrea del Libro de Ester era aún discutida por los rabinos en el siglo I d. C., pero finalmente tuvo gran aceptación entre los judíos y, más tarde, tampoco fue objetada por los protestantes.
Las adiciones griegas a la versión hebrea del Libro de Ester fueron puestas en tela de juicio por Jerónimo de Estridón quien, al traducir este libro, recogió las secciones en griego al final de su obra: la Vulgata. Pero fueron finalmente admitidas como canónicas por el Concilio de Trento, junto con otros libros en idéntica situación (como los libros de Tobías y Judit), en respuesta a la Reforma Protestante.
En resumen, el libro es considerado universalmente canónico en su original hebreo, única versión aceptada por los judíos y los protestantes. Las adiciones posteriores en griego fueron aceptadas como deuterocanónicas por los cristianos católicos y ortodoxos, pero se consideran apócrifas por los protestantes, anglicanos y restauracionistas.
Tradicionalmente, los rollos que contienen el Libro de Ester presentan un solo rodillo o cilindro del lado izquierdo, a diferencia de la mayoría de los rollos de la Biblia, tales como las copias manuscritas del Pentateuco (Torá) que tienen dos cilindros, uno de cada lado.

## Estilo y organización

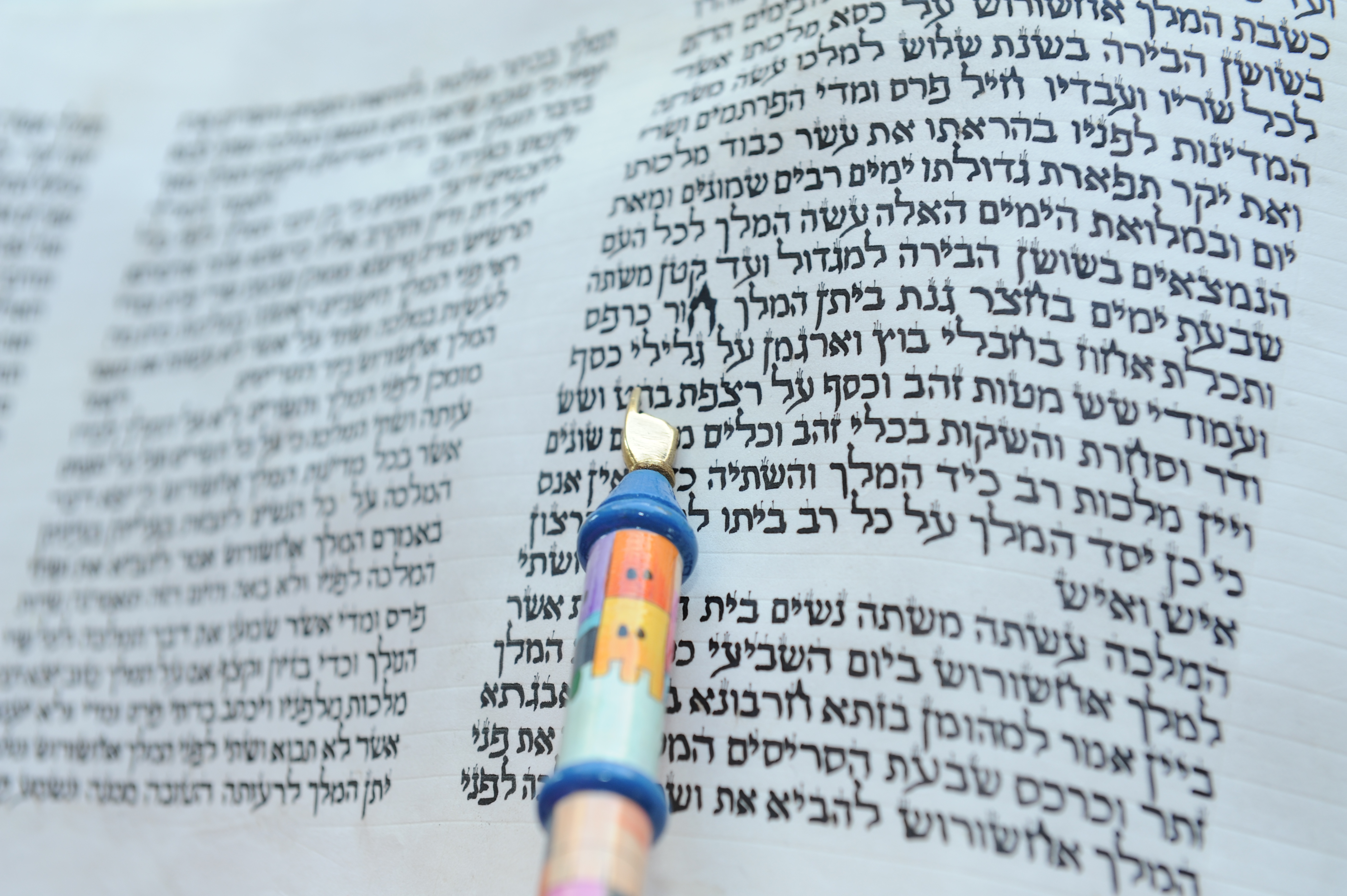
Primer capítulo del Libro de Ester en un pergamino manuscrito en hebreo.

El Libro de Ester muestra un considerable nacionalismo y emplea un lenguaje directo, poco dado a las metáforas. Al contrario que otros libros bíblicos, Ester no cita fuentes ni se ciñe estrictamente a la doctrina hebrea (incluyendo el concepto de Alianza), ni a Dios como fuente esencial de la espiritualidad y de la vida religiosa del pueblo judío (a pesar de ver su actuar de manera implícita). De tal manera que en el libro no aparece el nombre de Dios, caso extraordinario en un libro sagrado para el judaísmo y el cristianismo. Debido a ello, el judaísmo no lo incluye en el cuerpo principal de la Torá, sino que lo preserva como texto físicamente separado de la Ley mosaica. Existen solo dos libros en la Biblia en donde este hecho se verifica: el Libro de Ester, y el Cantar de los Cantares.
La historia de Ester es un drama, no en el sentido griego (lucha del hombre contra el destino), sino en el hebreo: una historia que muestra la providencia de Dios.

## Autoría y fecha
Se cree que los sucesos de Ester tuvieron lugar en los días en que el poderoso imperio persa estaba en su apogeo, y que abarcan unos 18 años del reinado de Asuero (Jerjes I). Ese período, que se extiende hasta alrededor del 475 a. C., está indicado por testimonio de fuentes griegas, persas y babilonias.
El Libro de Ester es tradicionalmente atribuido a Mardoqueo, testigo ocular y uno de los principales protagonistas del relato. Ya para los críticos modernos, el Libro de Ester fue escrito por un judío desconocido, en Susa (Persia) o en Israel, durante el período que va de finales del siglo V a finales del siglo II a. C.. Por su parte, la traducción y adiciones en griego posiblemente se hicieron poco antes del año 114 a. C.

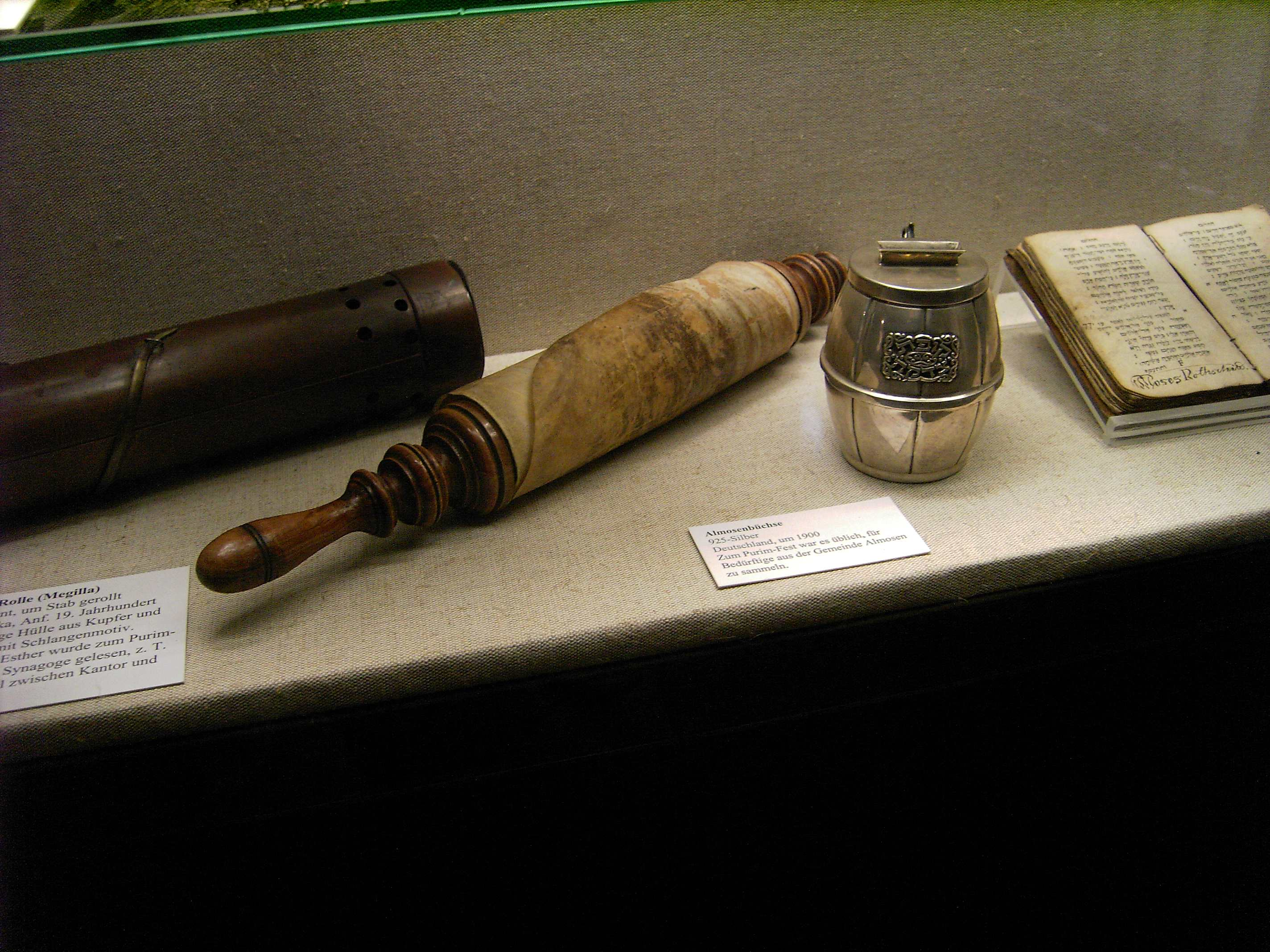
Pergamino de Ester (Meguilá)

La Meguilá Ester (Libro de Ester) fue el último de los 24 libros de la Biblia hebrea en ser canonizado por los sabios de la Gran Asamblea. Según el Talmud, fue una redacción de la Gran Asamblea de un texto original de Mardoqueo. Suele datarse en el siglo IV a. C.
El libro griego de Ester, incluido en la Septuaginta, es un recuento de los acontecimientos del libro hebreo de Ester, más que una traducción, y recoge tradiciones adicionales que no aparecen en la versión hebrea tradicional, en particular la identificación de Asuero con Artajerjes II y detalles de varias cartas. Se fecha entre finales del siglo II y principios del I a. C.  Las versiones copta y etíope de Ester son traducciones del griego y no del hebreo.
San Jerónimo produjo una versión latina de Ester para la Vulgata. Traduce el hebreo Ester, pero intercala traducciones del griego Ester cuando este último aporta material adicional. Sin embargo, anterior a la Vulgata, la Vetus Latina («latín antiguo») fue aparentemente traducida de una versión griega diferente no incluida en la Septuaginta. 
En la Edad Media se produjeron varios targumim arameos de Ester, de los cuales se conservan tres: el Targum Rishon («Primer Targum» o 1TgEsth) y el Targum Sheni («Segundo Targum» o 2TgEsth) datado entre c. 500–1000 d. C., que incluyen leyendas adicionales relacionadas con Purim, y el Targum Shelishi («Tercer Targum» o 3TgEsth), que Berliner y Goshen-Gottstein sostuvieron que era el Targum original a partir del cual se habían ampliado los demás, pero que otros consideran solo una recensión tardía del mismo. El 3TgEsth es el más estable de los tres manuscritos y, con diferencia, el más literal.

## Historicidad

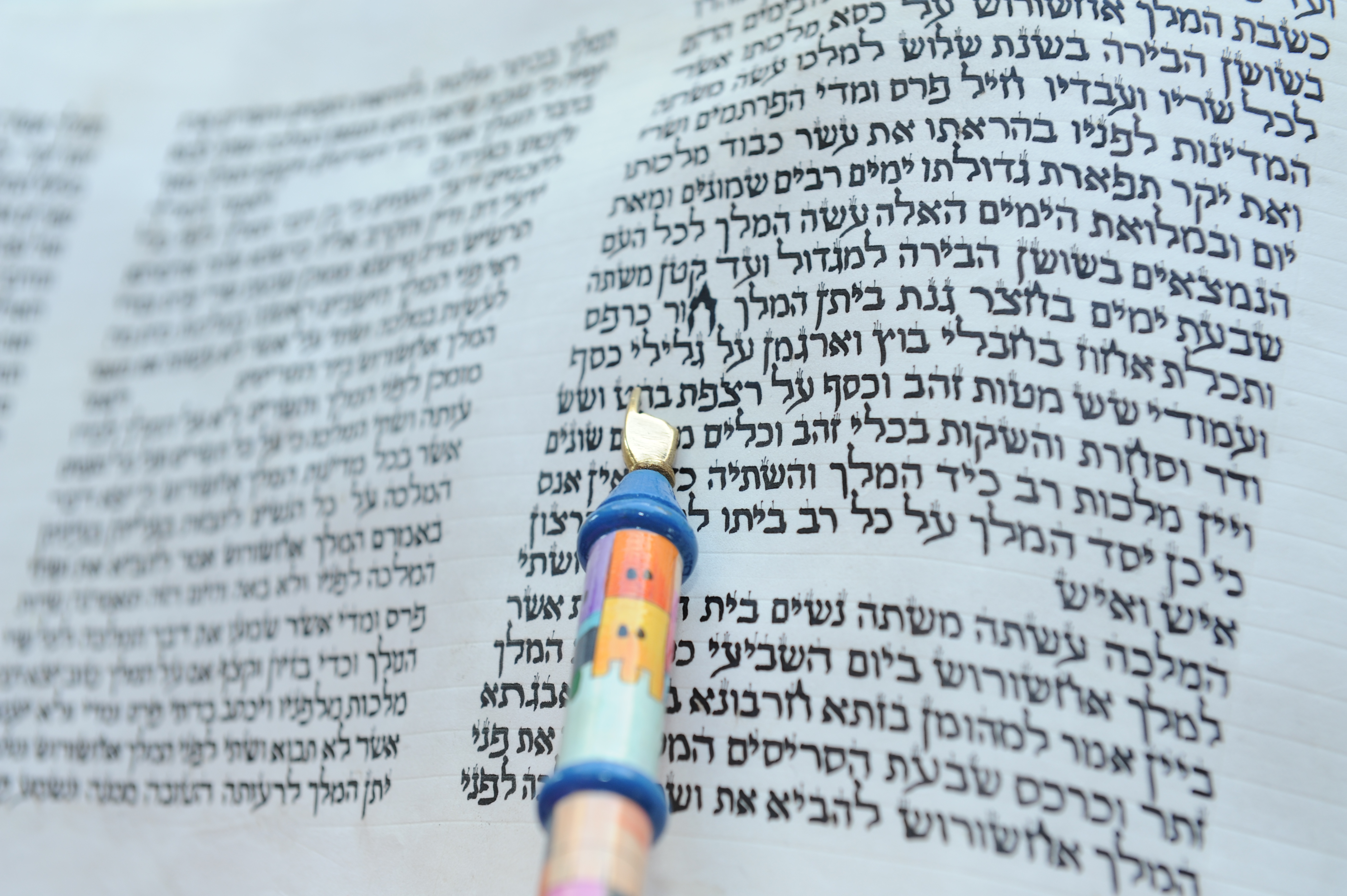
El capítulo inicial de un rollo manuscrito del Libro de Ester, con el puntero de la Torá del lector

Las evidentes dificultades históricas, las incoherencias internas, la marcada simetría de los temas y acontecimientos, la abundancia de diálogos citados y la exageración grosera en la narración de cifras (relativas al tiempo, el dinero y las personas) apuntan a que Ester es una obra de ficción, cuyos vívidos personajes (excepto Jerjes) son producto de la imaginación creativa del autor. No hay ninguna referencia a acontecimientos históricos conocidos en la historia; un consenso general, aunque este consenso ha sido cuestionado, ha sostenido que la narración de «Esther» fue inventada con el fin de proporcionar una etiología para Purim, y que el nombre Asuero suele entenderse como una referencia ficticia a Jerjes I, que gobernó el Imperio aqueménida entre 486 y 465 a. C. Longman, Dillard y Jobes consideran que los problemas históricos del Libro de Ester no son insuperables, sino que pueden resolverse con un poco de reflexión y esfuerzo. Longman y Dillard también opinan que el libro debe leerse como una narración histórica, ya que el autor lo presenta como tal.
El erudito bíblico Michael Coogan sostiene además que el libro contiene detalles específicos sobre ciertos temas (por ejemplo, el dominio persa) que son históricamente inexactos. Por ejemplo, Coogan analiza una inexactitud relativa a la edad del primo (o, según otros, tío) de Ester, Mordecai. En Ester 2:5-6, se identifica a Mardoqueo o a su bisabuelo Quis como el que fue exiliado de Jerusalén a Babilonia por el rey Nabucodonosor II en el 597 a. C.: «Mardoqueo, hijo de Jaír, hijo de Simei, hijo de Quis, que había sido llevado al exilio de Jerusalén por Nabucodonosor, rey de Babilonia, entre los cautivos de Jeconías, rey de Judá». Si esto se refiere a Mardoqueo, habría tenido que vivir más de un siglo para haber sido testigo de los acontecimientos descritos en el Libro de Ester. Sin embargo, el versículo puede interpretarse como una referencia no al exilio de Mardoqueo a Babilonia, sino al exilio de su bisabuelo Kish.
En su artículo «The Book of Esther and Ancient Storytelling» (El libro de Ester y la narración antigua), la estudiosa de la Biblia Adele Berlin analiza los motivos que suscitan la preocupación de los académicos sobre la historicidad de Ester. Gran parte de este debate se centra en la importancia de distinguir entre historia y ficción en los textos bíblicos, tal y como sostiene Berlin, con el fin de obtener una comprensión más precisa de la historia del pueblo israelita.  Berlin cita a una serie de estudiosos que sugieren que el autor de Ester no pretendía que el libro se considerara un escrito histórico, sino que lo escribió intencionadamente como una novela histórica. El género de las novelas en el que se inscribe Ester era común tanto durante el periodo persa como durante el periodo helenístico, al que los estudiosos han datado el libro de Ester (véase, por ejemplo, el Libro de Judit, deuterocanónico).
Sin embargo, hay ciertos elementos del libro de Ester que son históricamente precisos.  La historia narrada en el libro de Ester tiene lugar durante el reinado de Asuero, quien entre otros ha sido identificado como el rey persa del siglo V Xerxes I (que reinó entre 486 y 465 a. C.). El autor también muestra un conocimiento preciso de las costumbres y los palacios persas.  «Levenson afirma que es «mejor considerarla como una novela histórica ambientada en el Imperio persa»». La Nueva Biblia Anotada de Oxford (2018) afirma que «Esther no es una obra histórica, sino una novela histórica, es decir, una historia ficticia ambientada en un marco histórico». Lloyd Llewellyn-Jones está de acuerdo (en 2023). La Enciclopedia Bíblica Internacional (1939) ofrece una opinión discrepante, afirmando que «las investigaciones han acumulado confirmaciones del carácter histórico del libro». Baldwin (1984) considera que el Libro de Ester es verdadero y históricamente exacto, citando a Robert Gordis: «No hay nada intrínsecamente imposible o improbable en el incidente central cuando se dejan de lado las adiciones debidas al arte del narrador».
En el ámbito académico mayoritario, el consenso es que «el libro es ficticio, una especie de novela histórica escrita para proporcionar una etiología, una explicación narrativa, de la festividad judía de Purim». Según Noss (1993), la historicidad de la obra se ve respaldada por la precisión con la que el autor sitúa su historia en el tiempo; la inclusión de los nombres persas de los meses forma parte de los argumentos del autor a favor de la autenticidad histórica.

## Lectura histórica

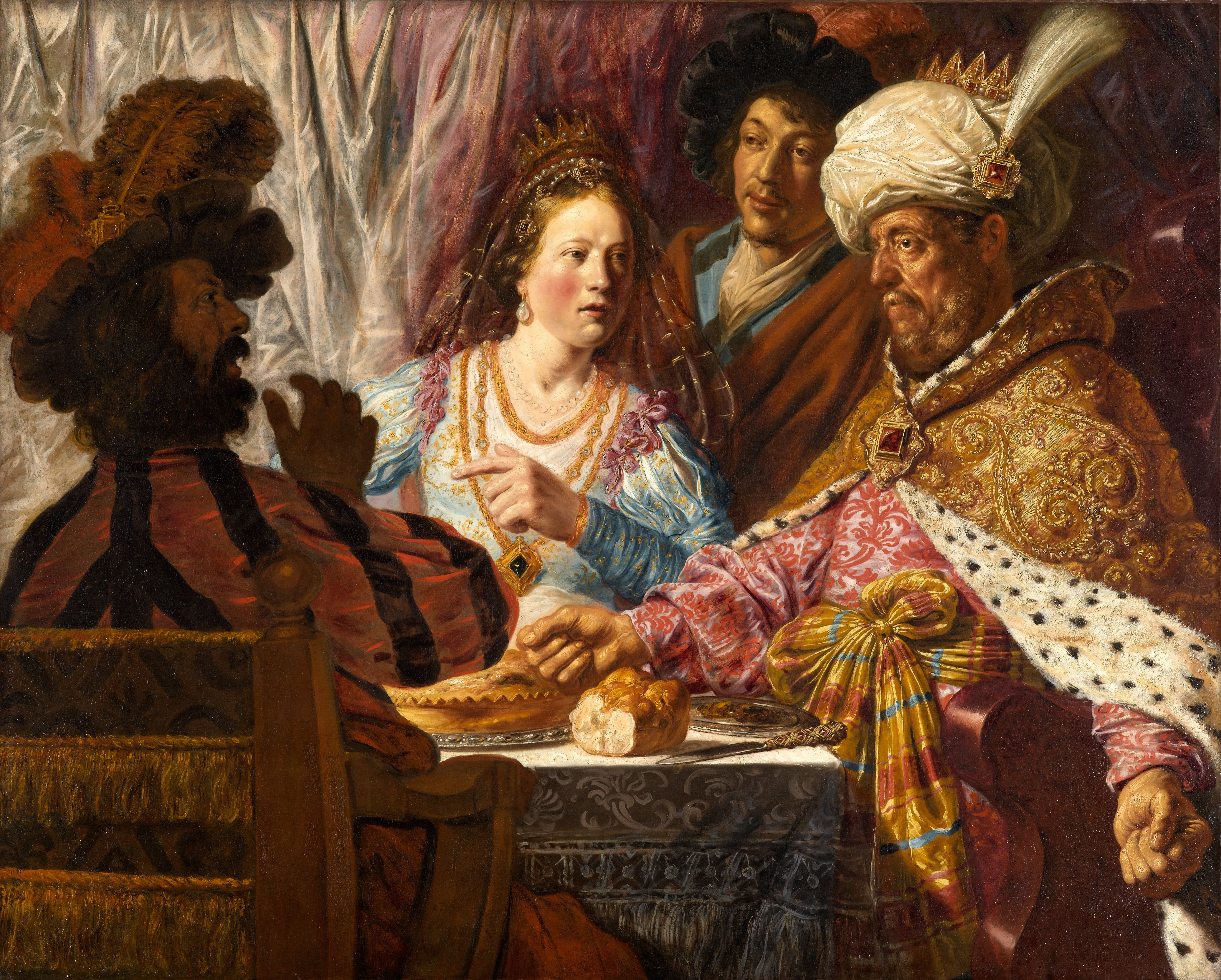
«La fiesta de Ester» (Feest van Esther, 1625) de Jan Lievens, North Carolina Museum of Art

## Personajes del Libro de Ester

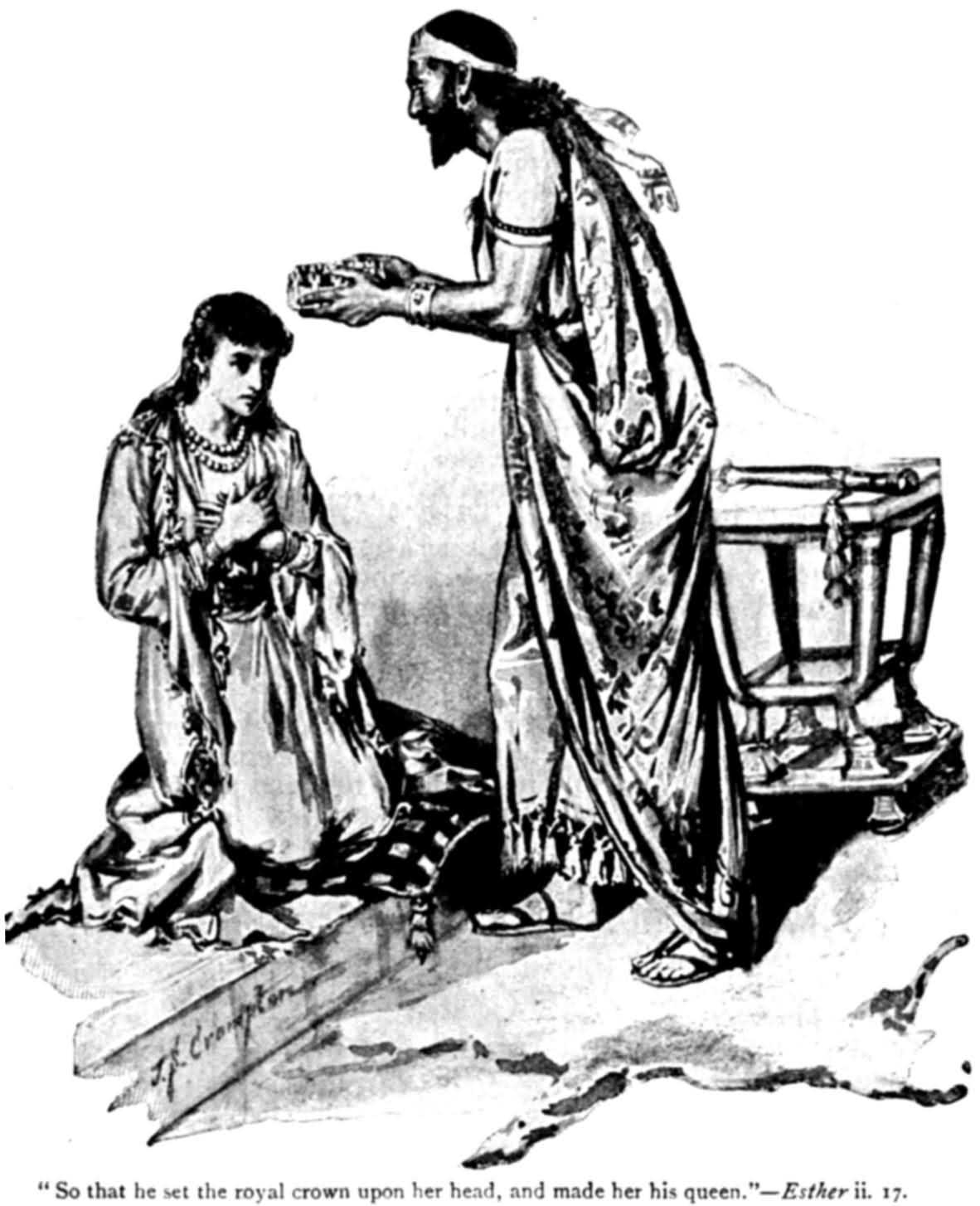
Asuero corona a Ester. «De modo tal que colocó la corona real sobre su cabeza» (Ester 2:17

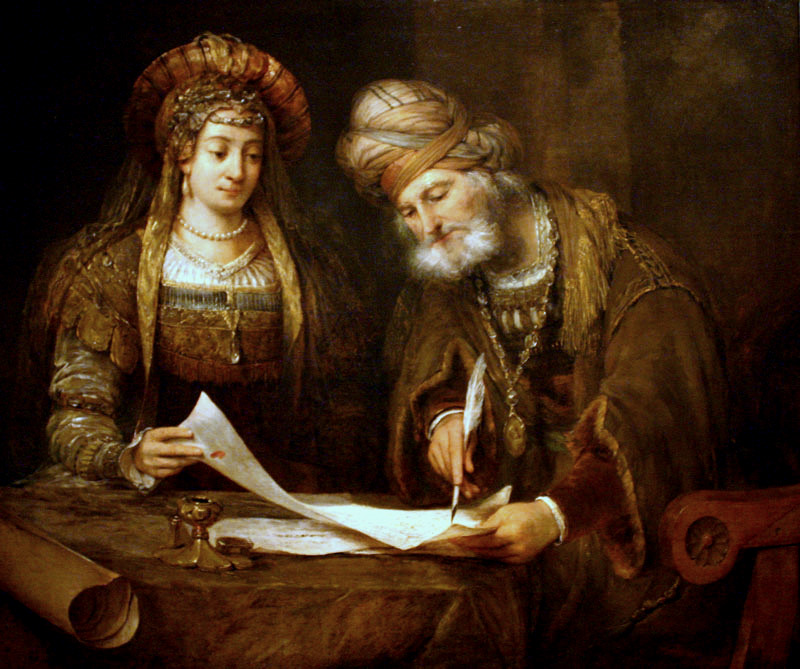
Ester y Mardoqueo escriben las cartas a los judíos, siglo V a. C. Óleo por Aert de Gelder, 1675. Colección Hirsch, Argentina.

En este libro bíblico se menciona a:
AsueroGran Rey de Persia, unánimemente identificado con el histórico Jerjes I. Este rey gobernaba desde la India hasta Etiopía sobre 127 provincias. Asuero proclamó reina a Ester en lugar de la reina Vasti, que se había negado a salir para mostrarle su hermosura a los pueblos y a los príncipes, pues la Biblia dice que Vasti era hermosa de aspecto.

MardoqueoEra hijo de Yaír (Jaír), hijo de Semeí (Simey), hijo de Quis (Cis), de la tribu de Benjamín. La Biblia menciona en Ester 2:7 que había criado a Hadassa, que es Ester, hija de su tío, porque no tenía padre ni madre; y era moza de hermosa forma y de buen parecer; y como su padre y su madre murieron, Mardoqueo la había tomado por hija suya.

EsterEra hija de Abihail, tío de Mardoqueo. Habiendo quedado huérfana de sus padres, su primo Mardoqueo la adoptó y crio como si fuera hija suya. Era moza de hermosa forma y de buen parecer. Su nombre hebreo era Hadassa (que significa mirto) pero le fue cambiado a Ester, que es de origen babilónico y significa ‘estrella’. Fue proclamada reina en lugar de la reina Vasti, pues ganaba la gracia de todos los que la veían.

HamánEra hijo de Hamdathá (Hamedata), del país de Agag. El rey Asuero le elevó al poder, y le dio un puesto por encima de todos sus otros servidores. Hamán comenzó a odiar a Mardoqueo porque este no se arrodillaba ni se inclinaba ante él, tal y como lo había mandado el rey. Por eso fue que procuró destruir a los judíos, sin saber (y eso sería la causa final de su perdición) que la propia reina Ester era judía. Hamán también es descendiente de Agag, rey de Amalec, quien fue asesinado por el profeta Samuel. Desde entonces, los descendientes del rey Agag se comprometieron en aniquilar a todos los judíos.
VastiEra la primera esposa del rey Asuero. En el Libro de Ester, resultó desterrada por su negativa a comparecer en el banquete del rey. En efecto, mientras el rey mantenía un magnífico banquete para sus príncipes, nobles y siervos, ella dio un banquete separado para las mujeres. En el séptimo día del banquete, cuando el corazón del rey estaba «alegre por el vino», el rey ordenó a sus chambelanes que convocaran a Vasti para presentarse ante él y sus invitados con la corona regia, y así mostrar su belleza. Vasti no quiso ir, lo que provocó el enojo del rey. Pidió entonces consejo a sus asesores para decidir cómo Vasti debía ser castigada por su desobediencia. Memucán, portavoz principal de los siete príncipes de Medo-Persia, le dijo que Vasti no solo lo había ofendido a él como rey, sino también a todos los maridos de Persia, cuyas esposas podrían resultar alentadas por las acciones de Vasti a desobedecer a sus esposos. Memucán alentó a Asuero para que despidiera a Vasti y encontrara a otra reina, y los príncipes coincidieron con él. Asuero tomó el consejo de Memucán y terminó por elegir como reina a Ester. En el Midrash, Vasti se describe como una mujer mala y vana. Su nombre hebreo es ושתי.

## Enseñanza religiosa
En términos religiosos, el Libro de Ester es más neutral que los demás libros históricos. Sin embargo, así como Judit intentaba probar la intervención de Dios en la victoria judía sobre Asiria, aquí Ester pretende imbuir en los guerreros la confianza en la victoria final del judaísmo gracias a la ayuda de Dios.
Utiliza permanentemente los mecanismos lógicos hebreos: si Dios ama al justo, el justo deberá finalmente triunfar sobre el impío (amonestación de Mardoqueo a Ester: cs. 13-17; comprensión de los personajes de que Dios guía los sucesos: 1:14-16). Además, la acción de Dios siempre opera conforme a su propia Ley.

## Género literario: Ester como colofón de los libros históricos
A excepción del rey Asuero y de Mardoqueo ninguno de los personajes principales que aparecen en el libro (las dos reinas Vasti y Ester y el ministro Hamán) aparecen en ninguna fuente histórica conocida. Tampoco está documentado ninguno de los hechos que en él se narran, y sí se sabe por el contrario que el Imperio Persa era muy tolerante con las prácticas religiosas de sus pueblos sometidos (la propia Biblia alaba específicamente en varias ocasiones al rey Ciro) y le sería extraño el exterminio de los judíos que Hamán pretendía. Sin embargo, tampoco hay pruebas contundentes que refuten su veracidad, ya que el rey Asuero es reconocido en otras fuentes.
Sobre el tema del género líterario, las opiniones de los especialistas abarcan toda la escala, desde el puro mito a la historia estricta. Numerosos críticos (tal el caso de Johannes Schildenberger, Hermann Gunkel, Otto Eissfeldt , André Barucq, etc.) están a favor de una opinión intermedia, es decir, que el libro contiene elementos históricos mezclados con adornos literarios insertados con mayor o menor generosidad. Las adiciones griegas en particular tienen el aspecto de creaciones literarias. Las inexactitudes históricas y otros rasgos característicos del folklore muestran que el autor no tuvo por finalidad escribir historia en sentido estricto, pero tampoco hay razón para desechar la posibilidad de que exista en ese relato un núcleo histórico; la descripción por lo general precisa de la vida persa apoya esa posibilidad.

## Ubicación del Libro de Ester en la Biblia católica
En la Biblia católica, la ubicación del Libro de Ester varía según las versiones. Por ejemplo, en la Biblia de Jerusalén, y en Torres-Amat se ubica entre el Libro de Judit y I Macabeos, mientras que en la Biblia Latinoamericana se sitúa entre el Libro de las Lamentaciones y el Libro de Tobías.

## La historia de Ester en cine y televisión
Entre otras películas, en 1998, Antena 3 televisión de España junto con otras televisiones europeas como la RAI italiana produjeron una película titulada: Ester: la reina de Persia. Estaba dentro de una colección de películas sobre la Biblia que fueron emitiendo en ese año. Esta película fue dirigida por Raffaele Mertes. Guion: Sandy Niemand. Intérpretes: Louise Lombard, F. Murray Abraham, Jürgen Prochnow, Thomas Kretschmann, Ornella Muti, Frank Baker, John Hollis, Umberto Orsini. A continuación se muestra la lista con los filmes que relatan la historia de Ester:

### Cine
- 1916: Esther (Reino Unido) [Mediometraje]
- 1948: Queen Esther (EUA) [Mediometraje]
- 1960: Esther and the King /Esther y el rey (EUA, Italia)
- 1986: Esther /Esther Forever (Israel, Austria, Reino Unido)
- 1992: Queen Esther (EUA) [Cortometraje Animación]
- 2006: One Night with the King /Una noche con el rey /Ester de Susa, Una noche con el rey /La reina de Persia (EUA)
- 2013: The Book of Esther /El libro de Esther (EUA)

### Televisión
Películas para TV:
- 1979 - The Thirteenth Day: The Story of Esther (EUA) [Telefilme]
- 1998 - Esther /Esther: la reina de Persia /La reina Esther (Italia, EUA, Alemania) [Telefilme]

Series de TV:
- 1978-1979 - Greatest Heroes of the Bible /Grandes héroes de la Biblia (EUA) [TV-Serie]
- 1992-1995 -Animated Stories from the Bible (EUA) [TV-Serie Animación]
- 1994-1998 - Mysteries of the Bible /Misterios de la biblia (EUA) [TV-Serie Documental]
- 1998 - A História de Ester (Brasil) [TV-Serie]
- 2010 - A História de Ester (Brasil) [TV-Serie]